# Бакротисак
Бакротисак, или бакроштампа, графичка је техника дубоке штампе уз помоћ отискивања бакрореза на хартији, којом се постиже висок квалитет боја и брзина штампања. Она обухвата следеће поступке: конвенционална бакроштампа, аутотипијска бакроштампа, комбинована бакроштампа и електрогравирна бакроштампа.
Техником бакроштампе постиже се висок квалитет боја и брзина штампања, а погодан је за штампу слика које имају постепене прелазе тонова. Преласком боје са форме на папир и њеним упијањем омогућено је богатство тонова, јер разливени тонови прелазе један у други, те се тако постиже да нема оштрих прелаза тонова као што је то случај у другим техникама штампе.

## Историјат
Почеци дубоке штампе, или бакроштампе, везани су за појаву бакрореза. Бакрорез се развио из златарског заната почетком 15. века, а сматра се да га је пронашао флорентински златар Масо Пиникверо (итал. Masso Piniquero). Различите линије, орнаменти и цртежи урезивани су ручно у површину бакарне плоче, што је захтевало велико занатско умеће. Након тога, у удубљења на бакарној плочи би се утрљавала боја, а затим би се пажљиво уклаљала сувишна боја и вршило би се утискивање.
Код бакрореза удубљени штампајући елементи би били добијени механичким путем, али се касније прешло на једноставније начине израде - хемијским путем. Фотомеханички поступак за израду штампарске форме примењен је први пут 1897. године, а ради се о новом индустријском бакропису где се форма такође израђује нагризањем, али за преношење цртежа са филма и регулисање дубине нагризања користе се копирни слојеви.

## Поступак
Код бакроштампе, отисак се добија на тај начин што је темељни цилиндар, носач штампарске форме, делимично уроњен у посуду са специјалном бојом (јако разређена боја са испарљивим растварачима, обично толуен, а за просветљивање боја фершнит). Са свих испупчених површина специјалним челичним ракелом (ножем, стругачем) уклања се боја, тако да се она задржава само у удубљењима. Из ових удубљења штампарске форме боја се преноси директно на подлогу за штампање.

## Штампарска форма
Штампарска форма код бакроштампе, као врсте дубоке штампе, садржи штампарске елементе који су удубљени и слободне испупчене површине. Поступак добијања штампарске форме за бакроштампу је различит с обзиром на њене врсте и може бити класични индиректни поступак помоћу пигментног папира и гравирни поступак (клишографи). Гравирање се ради електромеханички, електронски и ласерски.
За разлику од високе и равне штампе, где се тонови добијају различитом величином и размештајем растерских тачака уз једнаку дебљину наносе слоја боје, код бакроштампе тонови се добијају наношењем различите површине и дебљине слоја боје.

### Врсте штампе
Данас постоји више варијанти дубоке штампе, односно бакроштампе, које се међусобно разликују према начину израде штампарске форме. Основна подела бакроштампе јесте следећа:
1. Конвенционална, класична или обична бакроштампа
2. Аутотипијска бакроштампа
3. Комбинована бакроштампа
4. Електрогравирна бакроштампа

За класичну бакроштампу карактеристично је да сви штампарски елементи имају једнаке површине по облику и величини, а дубине им могу бити различите. Према томе, на отиску ће се јавити различити наноси боје у зависности од дубине штампајућих елемената, што им омогућава репродуковање различитих тонова.
За разлику од класичне бакроштампе, код аутотипијске штампе сви штампарски елементи имају исту дубину. Да би се постигло постојање више тонова користи се растерска техника, односно - различити тонови се постижу различитом површином штампајућих елемената. Она представља покушај замене употребе пигментног папира.
Комбинована бакроштампа има карактеристике и класичне и аутотипијске штампе: код ње штампарски елементи имају и различиту површину и различиту дубину.
Код електрогравирне штампе површина и дубина штампајућих елемената зависе једна од друге, те се повећањем дубине повећава и површина - а смањењем једног од ових елемената смањује се и други. Штампарска форма се код овог типа бакроштампе добија помоћу електронског уређаја - хелиоклишографа, и то електромеханичким гравирањем штампарских елемената. За гравирање се користи дијамантска игла чији врх прави удубљења у бакарној кошуљици. Оригинали, тј. предлошци за очитавање су филмови или дигитални записи (од компјутера до гравуре).

## Припрема штампарског цилиндра
Штампарски цилиндар се састоји из два дела: основног цилиндра и тиражне кошуљице (Балардовог плашта), које спаја међуслој. Основни цилиндар има језгро од челика на коме се налази слој бакра дебљине неколико милиметара. Балардов плашт се израђује у сопственом погону, и то за сваку нову штампарску форму посебно. Пре наношења Балардовог плашта на основни цилиндар, наноси се међуслој, који ће касније омогућити скидање искоришћеног плашта са цилиндра. На Балардовом плашту израђује се штампарска форма, а да би та површина у току штампе била тврђа, на њу се наноси, после нагризања, слој хрома. Када се штампање заврши, Балардов плашт се скида са основног цилиндра, а затим се израђује нови плашт за нову штампарску форму.

## Машине
Машине за бакроштампу се деле у зависности од форме папира на оне које штампају из табака и оне које штампају из ролне (ротације, цилиндар). Ротационе машине много се чешће користе, и то само за штампање великих тиража (јер је израда штампарских форми за дубоку штампу релативно скупа) - новина, часописа и слично.
Ротационе машине имају пет основних група делова:
1. Носач ролне папира
2. Уређај за штампање
3. Уређај за сушење боје
4. Уређај за савијање и сечење
5. Уређај за излагање (у табацима или поново намотавање у ролну)

Док су машине конструисане у један или два нивоа, ширина папирне траке може да буде и до три метра, а брзина штампања од око 50 000 окретаја на час.